# مجتمع بیمارستانی امام خمینی

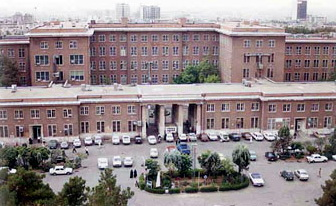
ساختمان اصلی بیمارستان امام

بیمارستان امام خمینی (نام سابق:مجتمع بیمارستانی رضا پهلوی) در سال ۱۳۲۰ به دستور رضا پهلوی ، پادشاه سابق ایران در تهران ساخته شد ؛ در حال حاضر  از چهار بیمارستان آموزشی امام خمینی، بیمارستان ولیعصر، کلان بیمارستان هوشمند حضرت مهدی(عج) و انیستیتوکانسر، مراکز پارکلینیکی و درمانگاهی متعدد مانند مرکز تصویربرداری، پزشکی هسته‌ای و پژوهشکده‌های وابسته آن‌ها تشکیل شده است. این مجموعه بزرگترین مرکز بیمارستانی، آموزشی پژوهشی و فناوری ایران و یکی از مراکز اصلی آموزشی دانشگاه علوم پزشکی تهران است. در حال حاضر ریاست این مجموعه بر عهده دکتر عبدالرحمن رستمیان است. تشکیلات مجتمع بر اساس چارت مصوب دارای پنج معاونت است: معاونت درمان که در حال حاضر دکتر محمد طاهر (پزشک فوق تخصص گوارش) مسئولیت آن را بر عهده دارد، معاونت پشتیبانی که در حال حاضر دکتر محمدعلی سورکی (دکترای مهندسی مالی) است؛ معاونت آموزشی که اکنون دکتر محمدرضا افتخاری (فلوشیپ اکوکاردیوگرافی) مسئولیت آن را پذیرفته است و معاونت پژوهشی که در حال حاضر با هدایت دکتر سید علی مومنی (فوق تخصص اورولوژی) را برعهده دارد و بالاخره معاونت دانشجویی و فرهنگی که در حال حاضر دکتر مرتضی دارایی (پزشک متخصص بیماری های داخلی) مسئولیت آن را بر عهده دارد.
گفتنی است مجتمع بیمارستانی امام خمینی به دلیل شناخته شدن به عنوان مرکز ارجاع ملی روزانه پذیرایی بیش از ده هزار مراجعه کننده از استان تهران و اقصا نقاط کشور است و در بحث گردشگری سلامت به دلیل حضور اساتید به‌نام و تیم درمانی زبده، مقصد جویندگان درمان از سراسر دنیا محسوب می شود.
همچنین پنج قطب علمی منتخب کشور در زمینه های علمی رادیولوژی، زنان، نفرولوژی، عفونی و سرطان در این مرکز واقع شده اند.

## روسای بیمارستان[۱۰]
| روسای مجتمع                 | زمان ریاست   | تصویر |
| --------------------------- | ------------ | ----- |
| دکتر عبدالرحمن رستمیان      | 1403 تا کنون |       |
| دکتر سید حسن اینانلو        | 1401 تا 1403 |       |
| دکتر سید علی دهقان منشادی   | 1400 تا 1401 |       |
| دکتر خسرو صادق نیت          | 1396 تا 1400 |       |
| دکتر قاسمعلی خراسانی        | 1392 تا 1396 |       |
| دکتر سید حسن امامی رضوی     | 1390 تا 1392 |       |
| دکتر مسعود اعتمادیان        | 1390 تا 1390 |       |
| دکتر مهدی فتحی              | 1388 تا 1390 |       |
| دکتر عبدالرحمن رستمیان      | 1384 تا 1388 |       |
| دکتر سید حسن امامی رضوی     | 1383 تا 1384 |       |
| دکتر سید حمید میرخانی       | 1372 تا 1383 |       |
| دکتر ابوالقاسم اباسهل       | 1366 تا 1368 |       |
| دکتر ابراهیم نعمتی پور      | 1364 تا 1366 |       |
| دکتر حسین فروتن             | 1364 تا 1364 |       |
| دکتر محمد حسین نصیرزاده     | 1363 تا 1364 |       |
| دکتر پرویز کابلی            | 1361 تا 1362 |       |
| دکتر حسن رنجبر نژاد اصفهانی | 1361 تا 1361 |       |
| دکتر جهانگیر مهاجر ایروانلو | 1359 تا 1361 |       |
| دکتر محمد علی راشد محصل     | 1358 تا 1359 |       |
| دکتر حسن هاشمیان            | 1357 تا 1358 |       |
| دکتر فرهنگ باقری            | 1352 تا 1357 |       |
| دکتر محمدعلی میر            | 1351 تا 1352 |       |
| دکتر ابوالقاسم پیرنیا       | 1350 تا 1351 |       |
| دکتر صادق مختارزاده         | 1348 تا 1350 |       |
| دکتر ابراهیم سمیعی          | 0 تا 1348    |       |
| دکتر جهانگیر وثوقی          | 1337 تا ...  |       |
| دکتر مظفر بخرد              | 0 تا 1337    |       |
| Mr Herts                    | 0 تا 1325    |       |

## تاریخچه
ساختمان اصلی مجتمع، در فاصله سال‌های ۱۳۱۷ تا ۱۳۲۰ ه‍.خ. توسط شرکت آلمانی «فیلیپ هولتسمان» ساخته شد. این بیمارستان در سال‌های قبل از انقلاب به بیمارستان هزار تختخوابی و پهلوی معروف بود.

## امکانات
در حال حاضر بیش از ۱۴۰۰ تخت فعال، ۴۰۰ عضو هیئت علمی و ۴۰۰۰ پرسنل بالینی و اداری در این مجموعه، فعالیت دارند.